# Artūrs Salija
Artūrs Salija (ur. 15 maja 1992 w Rydze) – łotewski hokeista, reprezentant Łotwy.

## Kariera
- SK Riga 18 (2007-2008)
- SK Riga/Profs 18 (2009-2010)
- HK Rīga (2010-2013)
- HK Juniors Riga (2013)
- Dinamo Juniors Riga (2013)
- Saryarka Karaganda (2013-2015)
- Bierkut Karaganda (2013-2015)
- HK Prizma Ryga (2015)
- STS Sanok (2015-2016)
- HK Kurbads (2016)
- MHC Martin (2016-2017)
- HC Nové Zámky (2017-2018)
- HK Poprad (2018-2019)
- KRS-BSU Pekin (2019-2020)
  -  Kunlun Red Star (2019)
- HK Liepāja (2020-2021)
- MHk 32 Liptovský Mikuláš (2021-2022)
- Odense Bulldogs (2022-)

W barwach HK Rīga występował przez trzy sezony w rosyjskiej lidze juniorskiej MHL. Następnie grał w ekstralidze łotewskiej. Po przeprowadzce do Kazachstanu był przez dwa sezony zawodnikiem klubu z Karagandy występując w lidze kazachskiej oraz epizodycznie w rosyjskich rozgrywkach WHL. Od września 2015 zawodnik Prizma Ryga. Od października 2015 do stycznia 2016 zawodnik klubu STS Sanok w rozgrywkach Polskiej Hokej Ligi. Od końca stycznia 2016 zawodnik HK Kurbads. Od połowy 2016 zawodnik MHC Martin w ekstralidze słowackiej. Od lipca 2017 zawodnik HC Nové Zámky w tych samych rozgrywkach. W sierpniu 2018 przeszedł do HK Poprad. Po trzech sezonach gry na Słowacji w 2019 przeszedł do chińskiego zespołu KRS-BSU Pekin, grającego w rosyjskich rozgrywkach Wyższej Hokejowej Ligi w edycji 2019/2020, zaś 19 października 2019 zadebiutował w rozgrywkach Kontynentalnej Hokejowej Ligi w barwach nadrzędnego klubu Kunlun Red Star. Dwa dni później rozegrał jeszcze jeden mecz w sezonie KHL (2019/2020). W listopadzie 2020 został zawodnikiem HK Liepāja w ojczyźnie. Od czerwca 2021 zawodnik MHk 32 Liptovský Mikuláš. Od czerwca 2022 zawodnik duńskiego klubu Odense Bulldogs.
W barwach juniorskich reprezentacji Łotwy uczestniczył w turniejach mistrzostw świata do lat 18 w 2010 (Elita), 2011 (Dywizja I), mistrzostw świata do lat 20 w 2012 (Elita). W sezonie 2013/2014 zadebiutował w seniorskiej kadrze kraju.

## Sukcesy
Reprezentacyjne
- Awans do mistrzostw świata do lat 18 Elity: 2011

Klubowe
- Srebrny medal mistrzostw Łotwy: 2013 z HK Juniors Riga, 2016 z HK Kurbads
- Czwarte miejsce w ekstralidze słowackiej: 2017 z MHC Martin, 2019 z HK Poprad